# Craniectomia descompressiva

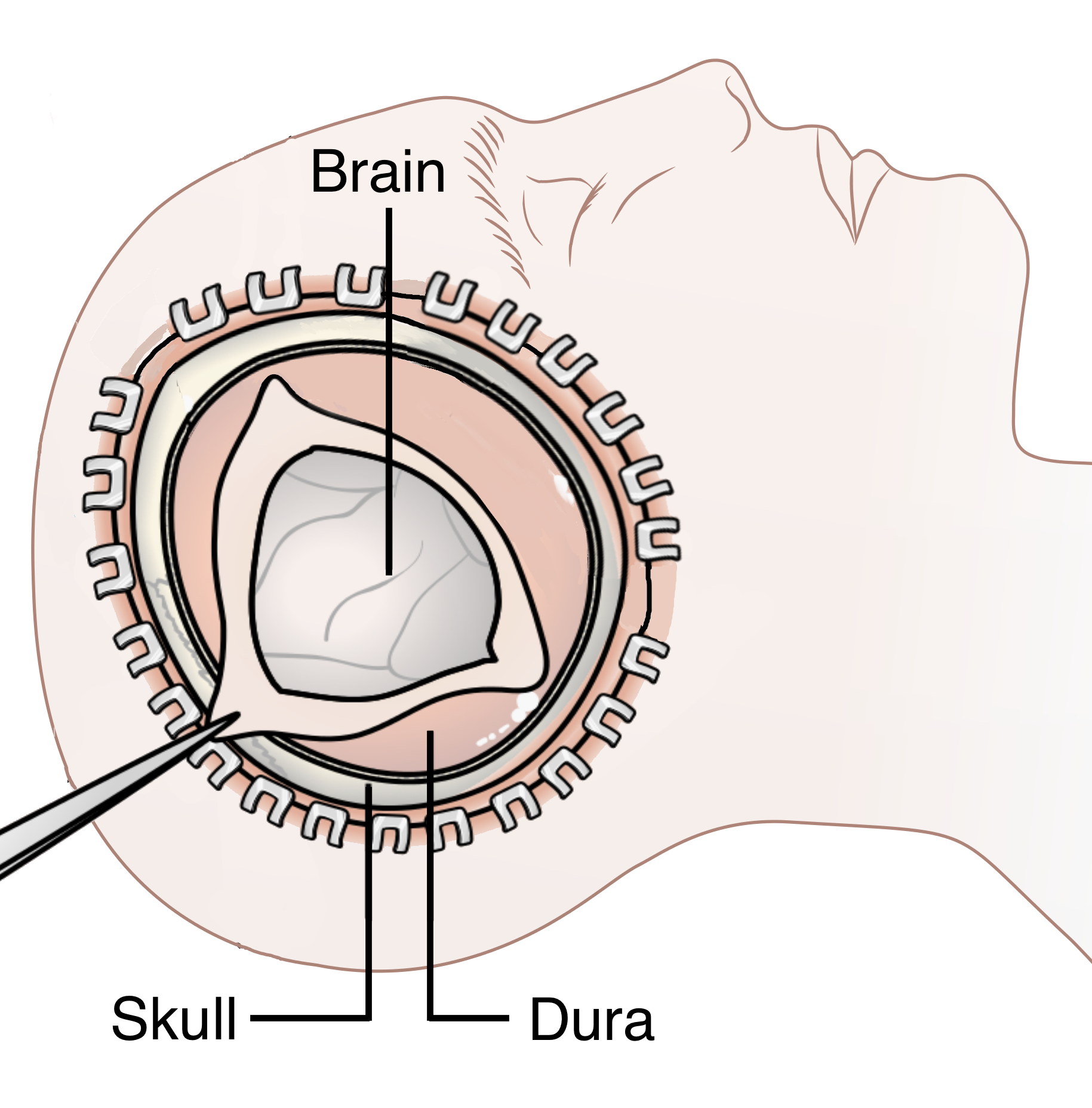
Um diagrama a mostrar os elementos da craniectomia descompressiva

A craniectomia descompressiva é um procedimento neurocirúrgico em que parte do osso craniano é removido, para permitir que uma porção cerebral inchada se expanda sem ser comprimida. É realizado em vítimas de traumatismo cranioencefálico, acidente vascular cerebral e outras condições associadas à pressão intracraniana elevada.